# Elena Ruiz
Pour les articles homonymes, voir Ruiz.
Elena Ruiz Barril, née le 29 octobre 2004 à Rubí (Espagne), est une joueuse espagnole de water-polo. Elle est médaillée d'argent aux Jeux de 2020.

## Carrière
Elena Ruiz fait partie de l'équipe espagnole battue en finale par les États-Unis lors des Jeux olympiques d'été de 2020.

## Palmarès

### Jeux olympiques
- Jeux olympiques d'été de 2020 à Tokyo ( Japon) :
  -  médaille d'argent du tournoi féminin

### Championnats du monde
- Championnats du monde 2023 à Fukuoka ( Japon) :
  -  médaille d'argent du tournoi féminin

### Championnats d'Europe
- Championnat d'Europe féminin 2022 à Split ( Croatie) :
  -  médaille d'or du tournoi féminin